# Barbourofelidae
A Barbourofelidae az emlősök (Mammalia) osztályába és a ragadozók (Carnivora) rendjébe tartozó kihalt család.

## Elterjedésük
A Barbourofelidae család fajai Európa, Ázsia, Afrika és Észak-Amerika területén éltek, a miocén korban, 16,9-9 millió évvel ezelőtt. Körülbelül 7,9 millió évig maradtak fent.

## Rendszertani besorolásuk
1970-ben Schultz a Barbourofelidae-fajokat az ál-kardfogú macskák (Nimravidae) családjába sorolta, Barbourofelinae alcsalád névvel. 1991-ben Bryant megerősítette az idetartozásukat. 2004-ben Morlo az alcsaládot család rangra emelte, így az ál-kardfogú macskák családja ketté oszlott. A Barbourofelis az új család típusneme.
Manapság a Barbourofelidae családot közelebbi rokonságba helyezik a macskafélékkel (Felidae). Az első fajok Afrikában, a miocén kor elején jelentek meg. A kora miocén korszak végén Afrika és Eurázsia között földhíd jelent meg, így létrejöhetett a két kontinens között a faunacsere. A Barbourofelidae-fajok legalább három alkalommal vándoroltak Afrikából Európába (Morlo 2006). A Sansanosmilus nem Európában fejlődött ki, közben a Barbourofelidae-fajok Ázsiába is beköltöztek, és amikor lehetőségük adodott, a késő miocénben, egyik nemük, a Barbourofelis Észak-Amerikába is átvándorolt. Észak-Amerikában csak egy nem képviselteti magát.

## Rendszerezésük
A családba az alábbi nemek és fajok tartoznak:
- Afrosmilus
  - Afrosmilus turkanae
  - Afrosmilus africanus
  - Afrosmilus hispanicus
- Barbourofelis - típusnem
  - Barbourofelis fricki
  - Barbourofelis loveorum
  - Barbourofelis morrisi
  - Barbourofelis osborni
  - Barbourofelis piveteaui
  - Barbourofelis vallensiensis
  - Barbourofelis whitfordi
- Ginsburgsmilus
  - Ginsburgsmilus napakensis
- Prosansanosmilus
  - Prosansanosmilus eggeri
  - Prosansanosmilus peregrinus
- Sansanosmilus
  - Sansanosmilus jourdani
  - Sansanosmilus palmidens
  - Sansanosmilus vallesiensis
- Syrtosmilus
  - Syrtosmilus syrtensis
- Vampyrictis
  - Vampyrictis vipera